# Lycka, Leksand
Lycka är en by i Leksands socken, Leksands kommun, norr om Tibble, söder om Leksands golfbana.
I byn finns rester av fångstgropar strax öster om Lindsved. Vid Finnbäcksbro i byn fanns tidigare rester efter en myrmalmsblästa eller kvarn.
Det äldsta omnämnandet av byn är annars från tiondelängden 1612. Lycka har under perioder i skattelängderna inräknats under grannbyn Tibble. Holstenssons karta från 1668 upptar två gårdstecken. Mantalslängden 1766 upptar fyra gårdar och mantalslängden 1830 tre gårdar. I början av 1900-talet ledde närheten till Leksandsnoret att byn började växa, med viss villabebyggelse, något så smått fortsatt fram till idag. Byns huvudklunga är dock förhållandevis välbevarad.